# スリナム・エアウェイズ
スリナム航空（スリナムこうくう、英語: Surinam Airways、オランダ語: Surinaamse Luchtvaart Maatschappij、略称：SLM）はスリナムの航空会社。スリナムのいわゆるフラッグキャリアである。

## 歴史
1953年に設立され、1955年1月にパラマリボ－ムーンゴ間で運航を始めた。当初は民間資本であったが、1962年に国営化された。
1975年11月の独立後は名実ともにスリナムのフラッグキャリアとなり、またKLMオランダ航空からダグラス DC-8をリースで導入し、パラマリボ－アムステルダム線を開設した。
2016年1月、スリナム航空の民営化計画が浮上した。

## 就航都市
| 国               | 都市                 |
| ---------------- | -------------------- |
| スリナム         | ハブ空港：パラマリボ |
| バルバドス       | ブリッジタウン       |
| アルバ           | オラニエスタッド     |
| キュラソー       | キュラソー           |
| ブラジル         | ベレン               |
| フランス領ギアナ | カイエンヌ           |
| ガイアナ         | ジョージタウン       |
| アメリカ合衆国   | マイアミ             |
| オランダ         | アムステルダム       |

## 機材
| 機種              | 保有数 | 機体番号       |
| ----------------- | ------ | -------------- |
| ボーイング737-800 | 2      | PZ-TCV、PZ-TCX |

### 過去の保有機材
- エアバスA320-200
- エアバスA340-300
- ボーイング737-200/-300/-700
- ボーイング747-300
- ボーイング777-200
- デ・ハビランド・カナダ DHC-6
- デ・ハビランド・カナダ DHC-8
- DC-9
- MD-80

## 事故
- スリナム航空764便墜落事故（1989年6月7日）